# Saint-Martin-d'Abbat
 Saint-Martin-d'Abbat  es una población y comuna francesa, situada en la región de Centro, departamento de Loiret, en el distrito de Orléans y cantón de Châteauneuf-sur-Loire.

## Demografía
| 620 | 624 | 725 | 855 | 968 | 1222 |
| Para los censos de 1962 a 1999 la población legal corresponde a la población sin duplicidades (Fuente: INSEE [Consultar]) |     |     |     |     |      |